# Albert Heikenwälder
Albert Heikenwälder (Vienna, 17 luglio 1898 – Vienna, 1º luglio 1953) è stato un calciatore austriaco, di ruolo difensore.

## Carriera

### Club
Conquista un double con l'Amateure Vienna nel 1924.

### Nazionale
La sua unica presenza con l'Austria è datata 21 gennaio 1923 contro la Svizzera (2-0).

## Palmarès

### Club

#### Competizioni nazionali
- Campionato austriaco: 1

Amateure Vienna: 1923-1924
- Coppa d'Austria: 1

Amateure Vienna: 1923-1924